# 乌龙院活宝传奇
《乌龙院之活宝传奇》是杭州友诺和企鹅影视联合出品的动画，共两季，每季52集，每集13分钟。而《乌龙院》系列漫画自从1980年1月1日连载，图书销售累积1.2亿册，为华语漫画总销量第一。改编自漫画《乌龙院大长篇之活宝》，作者敖幼祥人称“大师兄”。杭州的友诺文化创意有限公司则在2016年代理了《乌龙院》在大陆地区的全部版权，“乌龙院”品牌正式落户杭州。由杭州诺动漫有限公司、武汉博润通文化科技股份有限公司和腾讯三方联合出品，携手对动画进行内容完善和整体运营。受众覆盖11-42岁的广泛人群。